# قائمة مجلات ستارغيت المصورة
مجلات ستارغيت المصورة هي سلسلة مجلات مصورة من نوع الخيال العلمي ومستندة على سلسلة ستارغيت الخيالية. و مسلسل ستارغيت إس جي 1 وستارغيت أتلانتس.

## مجلات مصورة مستندة على الفيلم
- ستارغيت: يوم القيامة العالمية (StarGate: Doomsday World): يتكون من ثلاثة أجزاء صدرت في نوفمبر 1996.
- ستارغيت: أمة واحدة تحت رع (StarGate: One Nation Under Ra): تتكون من عدد 1 صدرت في أبريل 1997.
- ستارغيت: تحت العالم (StarGate: Underworld): تتكون هي أيضا من عدد واحد صدر في مايو 1997.

## مجلات مصورة مستندة على ستارغيت إس جي 1
| العنوان                 | الصدور            | الأعداد |  |
| ----------------------- | ----------------- | ------- |  |
| 2003 Convention Special | أغسطس 2003        | 1       |  |
| POW                     | فبراير-أبريل 2004 | 3       |  |
| 2004 Convention Special | مايو 2004         | 1       |  |
| Fall of Rome Prequel    | يوليو 2004        | 1       |  |
| Fall of Rome            | يوليو-ديسمبر 2004 | 3       |  |
| Aris Boch               | نوفمبر 2004       | 1       |  |
| Daniel's Song           | فبراير 2005       | 1       |  |
| 2006 Convention Special | 2006              | 1       |  |
| Ra Reborn Prequel       | مارس 2006         | 1       |  |
| 2007 Convention Special | يوليو 2007        | 1       |  |

## مجلات مصورة مستندة على ستارغيت أتلانتس
| العنوان                   | التاريخ           | الأعداد |
| ------------------------- | ----------------- | ------- |
| Stargate Atlantis Preview | أكتوبر 2005       | 1       |
| Wraithfall                | يوليو-نوفمبر 2006 | 3       |